# Coronibatula lienhardi
Coronibatula lienhardi är en kvalsterart som beskrevs av Sandór Mahunka 1988. Coronibatula lienhardi ingår i släktet Coronibatula och familjen Scheloribatidae. Inga underarter finns listade i Catalogue of Life.